# Edward de Saxa-Weimar-Eisenach
Prințul Wilhelm Augustus Edward de Saxa-Weimar-Eisenach (n. 11 octombrie 1823, Bushy Park⁠(d), Anglia, Regatul Unit al Marii Britanii și Irlandei – d. 16 noiembrie 1902, Londra, Regatul Unit al Marii Britanii și Irlandei) a fost ofițer militar britanic și prinț de origine germană. 

## Biografie

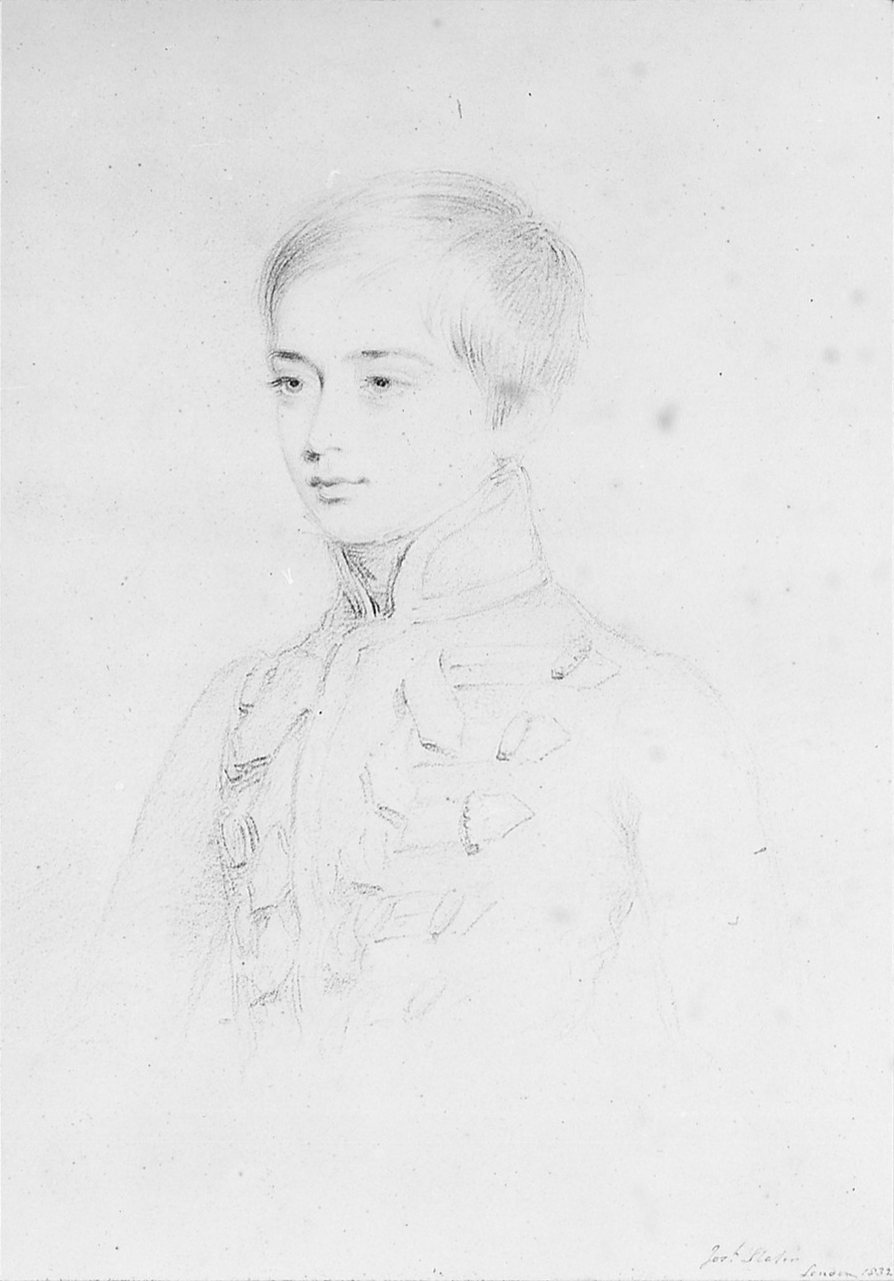
Prințul Edward de Saxa-Weimar, desen de Joseph Slater, 1832

Edward a fost al patrulea copil și al doilea fiu al Prințului Bernhard de Saxa-Weimar-Eisenach  (1792-1862) și a   Prințesei Ida de Saxa-Meiningen (1794-1862). S-a născut la Londra, în casa mătușii materne, Adelaide și a soțului acesteia, viitorul rege William al IV-lea al Regatului Unit. Prin tatăl său a fost nepotul Marelui Duce Karl August de Saxa-Weimar-Eisenach (1757-1828) în timp ce, prin mama sa, a fost nepotul Ducelui Georg I de Saxa-Meiningen (1761-1803).
După ce a fost naturalizat ca supus britanic, cariera militară a lui Edward a început la 1 iunie 1841, când, după ce a urmat Colegiul Militar Regal Sandhurst, el s-a alăturat Regimentului 67 (South Hampshire). Legăturile cu familia regală engleză și poziția tatălui său i-au permis să avanseze rapid în grad. A fost promovat în grad de locotenent de armată la 8 iunie 1841 și căpitanul regimentului său la 19 mai 1846 înainte de a deveni aghiotantul batalionul său în noiembrie 1850.

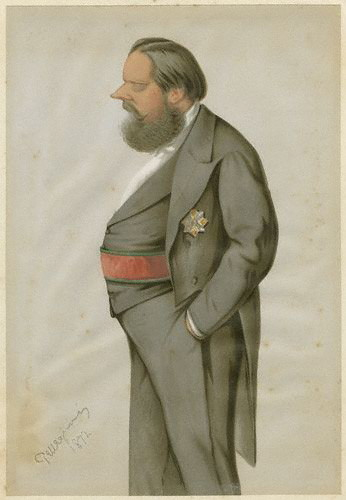
Prințul Edward de Saxa-Weimar înfășișat de revista Vanity Fair

A servit în Războiul Crimeei și a luptat în Bătălia de la Alma în septembrie 1854 și în Asediul de la Sevastopol din octombrie 1854, unde a fost rănit ușor. A luptat în Bătălia de la Balaclava în octombrie 1854 și în Bătălia de la Inkerman în noiembrie 1854. A fost promovat în rang de colonel locotenent "pentru servicii deosebite" în timpul războiului la 12 decembrie 1854. În 1879 a devenit general.
În 1863, Prințul Edward   a fost propus de guvernul britanic drept candidat la tronul Greciei. Rusia s-a opus considerând că prințul era prea apropiat de Anglia.
La 27 noiembrie 1851, Prințul Edward  s-a căsătorit morganatic cu Augusta Katherine Gordon-Lennox (1827-1904), fiica lui Charles Lennox, al 5-lea Duce de Richmond. Cu ocazia căsătoriei, lady Gordon-Lennox a fosr creată contesă de Dornburg de Marele Duce de Saxa-Weimar. Din căsătorie nu a rezultat nici un copil.